# Mertenne
Mertenne est une ancienne commune de la Première République française, du Premier Empire français, puis au royaume uni des Pays-Bas, réunie à la commune de Castillon. C'est aujourd'hui un hameau de la commune de Walcourt.

## Patrimoine

### Chapelle Saint-Feuillen de Mertenne
Chœur d'origine romane, est reconstruite aux XVIe et XVIIe siècles.